# 阿森斯 (俄亥俄州)
阿森斯（Athens）位于美国俄亥俄州东南部，是一座历史悠久大学城，也是雅典縣的县治。根据美国2000年人口普查，共有人口21,342人，其中白人占89.16%、亚裔美国人占4.47%、非裔美国人占3.82%。
俄亥俄大学位于该市。

## 名人
- 林璎：建筑师